# マリア・シマノフスカ

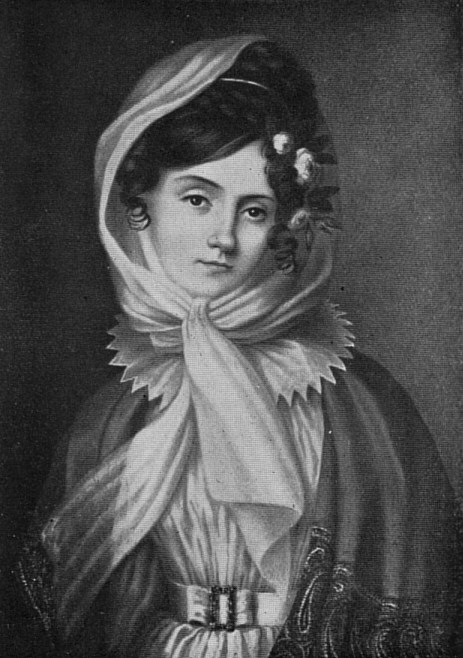
マリア・シマノフスカ

マリア・シマノフスカ（ポーランド語: Maria Szymanowska, 1789年12月14日 - 1831年7月25日）は、ポーランドの女性ピアニスト・作曲家。とりわけ1820年代において、ヨーロッパ全土で精力的な演奏旅行を行なった19世紀のポーランド人ヴィルトゥオーゾの先駆者であった。その後はサンクトペテルブルクに永住し、ロシア宮廷のために演奏活動や作曲活動、音楽教育に携わるかたわら、有力な文芸サロンを開いた。ピアノのために演奏会用練習曲や夜想曲を作曲した最初のポーランド人でもあり、「ブリヤン様式（ stile brillant ）」による作品は、ショパンを予告するものとなっている。

## 生い立ち
マリアンナ・アガタ・ヴォウォフスカ（Marianna Agata Wołowska）としてワルシャワに生まれる。幼年期や初期の音楽教育については何も知られていないが、アントニ・リソフスキ（Antoni Lisowski）やトマシュ・グレム（Tomasz Gremm）にピアノを、フランツィシェク・レッセル（Franciszek Lessel）とユゼフ・エルスネル、カロル・クルピィンスキ（Karol Kurpiński）に作曲を師事したらしい。1810年にワルシャワとパリで最初のリサイタルを開き、同年にユゼフ・シマノフスキ（Józef Szymanowski）と結婚した。1820年に夫と離縁するまでに3児を儲け、その後はみな自分で引き取った。

## 経歴
職業ピアニストとしての活動は1815年に遡る。1818年にイングランドで、1823年から1826年まで西欧各地で一連の演奏旅行を行い、その間にドイツやフランス、イングランド、イタリア、ベルギー、オランダで公的・私的な演奏も行なった。王侯貴族のために私的な演奏もたくさん行なった。
シマノフスカの演奏は、評論家からも聴衆からも一様に歓迎され、繊細な音色や超絶技巧と抒情的な感覚で知られた。実際のところシマノフスカは、19世紀ヨーロッパで最初の偉大な職業的ピアニストのひとりであった。数年がかりの演奏旅行を終えると、しばらくワルシャワに戻ったが、やがて1828年初頭にサンクトペテルブルクに移住し、ロシア皇妃アレクサンドラ・フョードロヴナの宮廷ピアニストに指名された。
1831年、サンクトペテルブルクで流行したコレラにより死去した。

## 作品
当時の多くの女性作曲家と同じく、マリア・シマノフスカは主に、自分が慣れ親しんだ楽器のために作曲したので、残された作品はピアノ独奏曲が数多いが、ほかに歌曲や室内楽曲もある。作品は、初期ロマン派の時代のブリヤン様式やポーランド的な感傷性が典型的に刻印されている。シマノフスカ研究家のスワヴォミル・ドブジャィンスキ（Sławomir Dobrzański）は、彼女の演奏と歴史的な意義を次のように評している。

シマノフスカの《練習曲》と《前奏曲》は、革新的なピアノ書法を示しており、《夜想曲 変ロ長調》は彼女の最も成熟したピアノ曲である。シマノフスカの《マズルカ》は、この舞曲を様式化した最初の試みの一つである。《幻想曲》や《奇想曲》は、ピアニスティックな演奏技巧が蓄積されている。《ポロネーズ》は、ミハウ・クレオファス・オギィンスキ（Michał Kleofas Ogiński）が創り出したポロネーズ作曲の伝統に従っている。シマノフスカの音楽様式は、ショパンの作曲の出発点と並行している。彼女の作品の多くは、ショパンの成熟した音楽語法に、明らかに強い影響を与えたのである。
シマノフスカがショパンに対して影響力があったのかについては、研究者の間で意見が分かれるが、シマノフスカの「演奏する作曲家」としての活動は、ショパンのそれにはっきりと影を落としているだけでなく、19世紀ヨーロッパの、自分の演奏能力によって作曲能力に磨きをかけた、ヴィルトゥオーゾ兼作曲家の幅広い流行のさきがけにもなっている。

## 名声と親交
シマノフスカは、演奏家としての地位や自分のサロンを通じて、当時の高名な芸術家と強いつながりを持っていた。たとえばルイジ・ケルビーニやジョアキーノ・ロッシーニ、ヨハン・ネポムク・フンメル、ジョン・フィールド、ピエール・バイヨ、ジュディッタ・パスタ、ヨハン・ヴォルフガング・ゲーテ、アダム・ミツキェヴィチらと親交があった。フンメルやフィールドからは作品を献呈されており、ゲーテとは深い仲にあったことが噂されている。ペテルブルクのシマノフスカのサロンは、著名人がたむろし、宮廷音楽家としての彼女の立場を高めた。また、娘のセリナ（Celina Szymanowska）はポーランドの国民的詩人となるアダム・ミツキェヴィチと1834年に結婚したが、家庭生活は不和だった。

## 関連資料

### 出版作品
- Album per pianoforte. Maria Szmyd-Dormus, ed. Kraków: PWM, 1990.
- 25 Mazurkas. Irena Poniatowska, ed. Bryn Mawr, PA: Hildegard, 1991.
- Music for Piano. Sylvia Glickman, ed. Bryn Mawr, PA: Hildegard, 1991.
- Six Romances. Maria Anna Harley [now: Maja Trochimczyk], ed. Bryn Mawr, PA: Hildegard, 1999.

### 音源
- Maria Szymanowska: Piano Works.  Anna Ciborowska, piano.  Dux, 2004.
- Szymanowska: Album. Carole Carniel, piano.  Ligia Digital, 2005.
- Chopin und Polish Piano.  Jean-Pierre Armengaud, piano.  Man, 2001.  (Includes works by other composers as well.)
- Inspiration to Chopin.  Karina Wisniewska, piano.  Denon, 2000.
- Riches and Rags: A Wealth of Piano Music by Women. Nancy Fierro, piano. Ars Musica Poloniae, 1993. (Includes works by other composers.)